# S&P 500

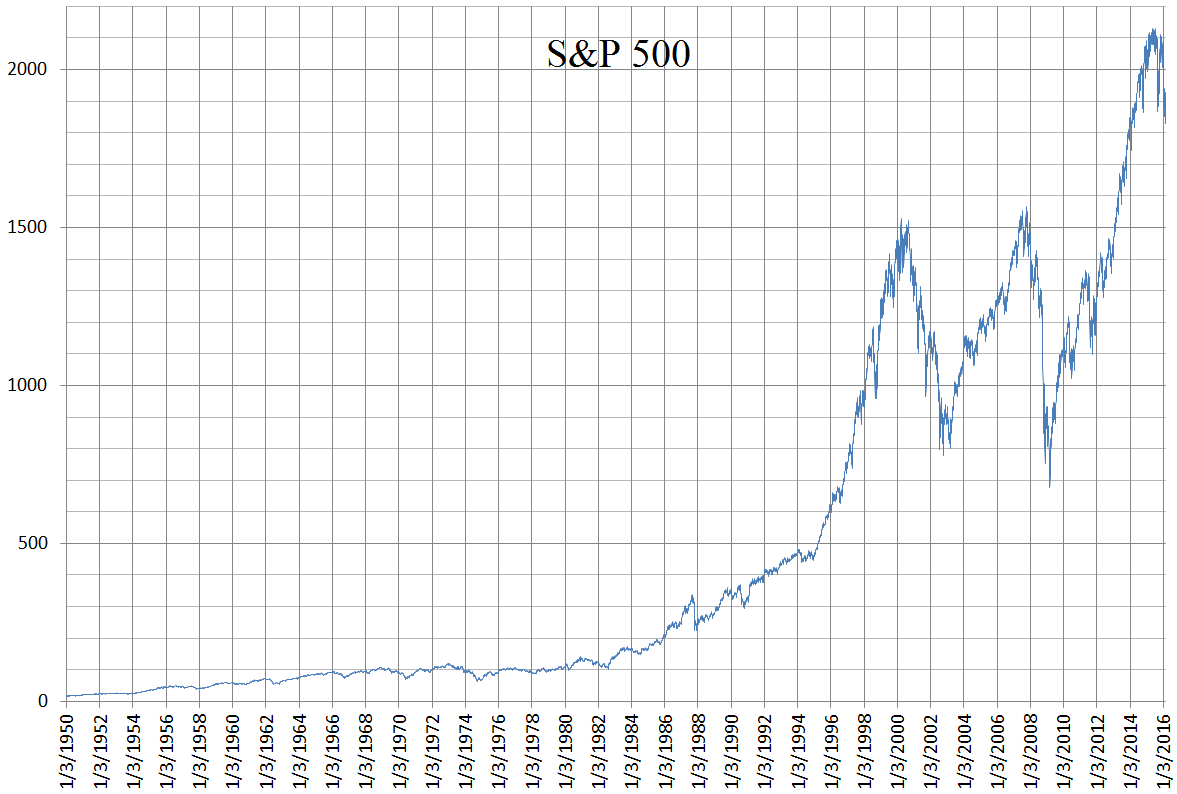
Лінійний графік індексу S&P 500 з 3 січня 1950 по 19 лютого 2016 року

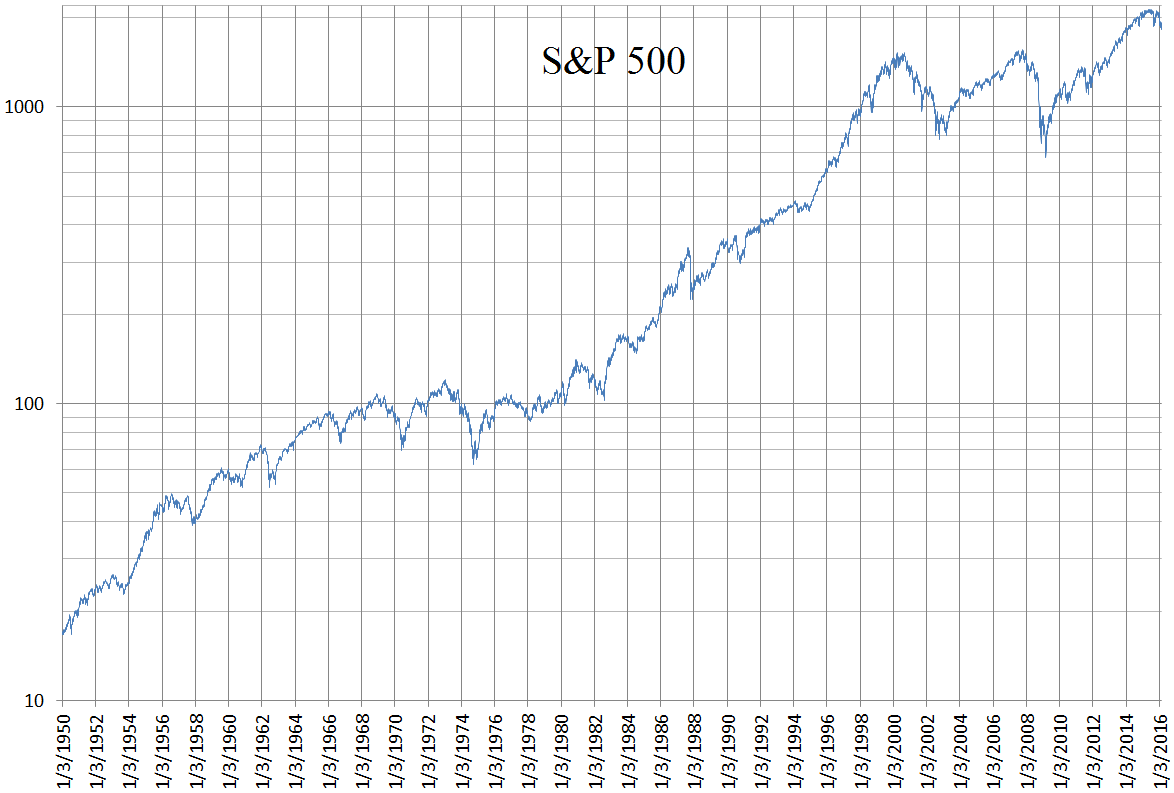
Логарифмічний графік індексу S&P 500 з 1950 по 19 лютого 2016 року

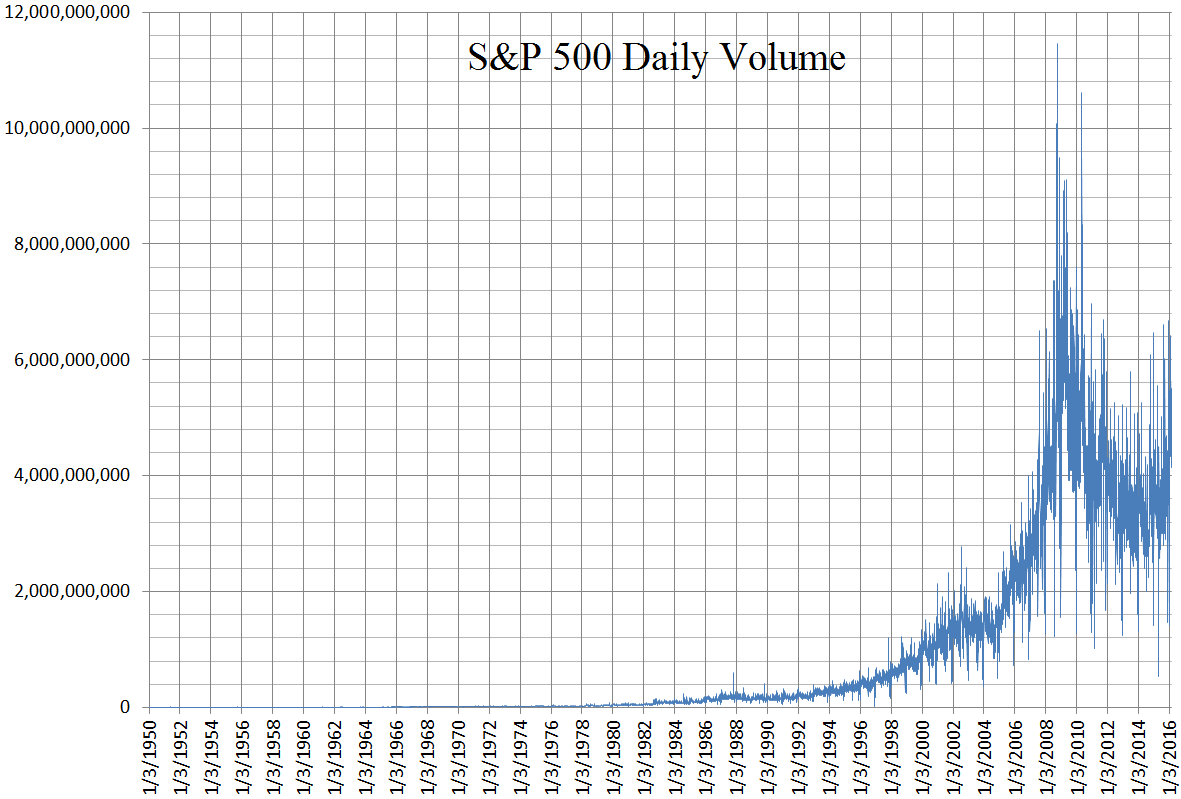
Щоденний графік об'єму торгівлі акцій індексу S&P 500 з 1950 по 19 лютого 2016 року

S&P 500 (укр. Ес енд Пі 500) — фондовий індекс, у кошик якого включено 500 акціонерних компаній США, що мають найбільшу капіталізацію. Список належить компанії Standard & Poor's і нею ж складається. Вперше був розрахований 4 березня 1957 року. Станом на 30 червня 2023 року дев’ять найбільших компаній у списку компаній S&P 500 становили 30,5% ринкової капіталізації індексу: Apple, Microsoft, Amazon, Nvidia, Alphabet, Tesla, Meta, Berkshire Hathaway і UnitedHealth Group. 
Індекс є одним з факторів у розрахунку провідного економічного індексу Conference Board, який використовується для прогнозування напрямку розвитку економіки. Індекс асоціюється з багатьма тикерними символами, включаючи ^GSPC, .INX та $SPX, залежно від ринку або веб-сайту. S&P 500 підтримується S&P Dow Jones Indices, спільним підприємством, мажоритарним власником якого є S&P Global, а його компоненти обираються комітетом.

## Про індекс
Акції всіх компаній зі списку S&P 500 торгуються на найбільших американських фондових біржах, таких як Нью-Йоркська фондова біржа та NASDAQ. Середнє арифметичне зважене значення цін акцій цих компаній відоме також як Індекс S&P 500. Як ваги при розрахунках індексу використовується капіталізація. Індекс S&P 500 конкурує за популярністю з промисловим індексом Доу-Джонса й заслужено називається барометром американської економіки.
S&P 500 — не просто список найбільших компаній США, тому що в нього не потрапляють компанії, що перебувають у приватному володінні та компанії, акції яких мають недостатню ліквідність. Крім того, при складанні списку автори намагаються найповніше представити різні галузі американської економіки.
Історичні значення індексу доступні, наприклад, на сторінці Yahoo Finance.

## Критерії вибору
З 2005 року індекс враховує кількість акцій у вільному обігу. На практиці багато з 500 лістингових компаній мають лише обмежений вплив на динаміку індексу. Десять найбільших фондів акцій у S&P 500 малу загальну вагу приблизно 26,6% в індексі на кінець червня 2021 року.
Критерії включення в індекс S&P 500:
- Компанія має бути з США.
- Мінімальна ринкова капіталізація компаніє має бути 11,2 млрд. доларів США.
- Не менше 50% акцій мають бути у вільному обігу.
- Має бути публічно зареєстрована на Нью-Йоркській фондовій біржі або NASDAQ.
- Відношення річного торгового обігу до ринкової капіталізації має бути не менше 0,3.
- Мінімальний щомісячний об’єм торгів 250 000 акцій за кожний з шести місяців до дати оцінки.
- Прозорість звітності.
- Не можуть бути включені в індекс: товариства з обмеженою відповідальністю (LP), основні товариства з обмеженою відповідальністю та їх інвестиційні трасти (MLP, PTP), випуски позабіржових бюлетенів (OTCBB), закриті фонди (CEF), біржові фонди (ETF), біржові ноти (ETN), роялті-трасти; цільові відстежуючі акції (TrackingStock); привілейовані акції, пайові інвестиційні фонди, варанти на акції, конвертовані облігації, інвестиційні фонди, американські депозитарні розписки та американські депозитарні акції. Фонди нерухомості можуть стати частиною індексу.

Якщо компанія більше не відповідає вищевказаним вимогам, це не призводить до негайного видалення. Основною причиною видалення з індексу є продаж або злиття

## Рівнозважена версія
З початку 2003 року існує індекс S&P 500 EWI, у якому всі 500 учасників мають рівну вагу 0,2%. Індекс коректується щоквартально.

## Склад
У таблиці наведено 125 найбільших компаній що входять в індекс S&P 500 (станом на 3 жовтня 2016 року).
| Ранг | Назва                           | Вид діяльності                          | Логотип                  | Вага в індексі в % |
| ---- | ------------------------------- | --------------------------------------- | ------------------------ | ------------------ |
| 1    | Apple                           | Технології                              |                          | 3,25               |
| 2    | Microsoft                       | Програмне забезпечення / Технології     |                          | 2,41               |
| 3    | ExxonMobil                      | Нафта і газ                             |                          | 1,92               |
| 4    | Amazon.com                      | Роздрібна торгівля                      |                          | 1,76               |
| 5    | Johnson & Johnson               | Фармація та товари народного споживання |                          | 1,73               |
| 6    | Meta Platforms Inc. (A)         | ЗМІ                                     |                          | 1,60               |
| 7    | Berkshire Hathaway (B)          | Інвестиційна компанія                   |                          | 1,47               |
| 8    | General Electric                | Електрика                               |                          | 1,42               |
| 9    | AT&T                            | Телекомунікації                         |                          | 1,34               |
| 10   | JPMorgan Chase                  | Банк                                    |                          | 1,28               |
| 11   | Alphabet Inc. (A)               | ЗМІ                                     |                          | 1,27               |
| 12   | Procter & Gamble                | Товари народного споживання             |                          | 1,27               |
| 13   | Alphabet Inc. (C)               | ЗМІ                                     |                          | 1,23               |
| 14   | Verizon Communications          | Телекомунікації                         |                          | 1,14               |
| 15   | Wells Fargo                     | Банк                                    |                          | 1,08               |
| 16   | Pfizer                          | Фармацевтика                            |                          | 1,08               |
| 17   | Chevron Corporation             | Нафта і газ                             |                          | 1,02               |
| 18   | Intel                           | Напівпровідники                         |                          | 0,94               |
| 19   | Merck & Co.                     | Фармацевтика                            |                          | 0,92               |
| 20   | The Coca-Cola Company           | Харчування                              |                          | 0,88               |
| 21   | Comcast (A)                     | ЗМІ                                     |                          | 0,86               |
| 22   | Home Depot                      | Роздрібна торгівля                      |                          | 0,85               |
| 23   | Cisco Systems                   | Телекомунікації                         |                          | 0,85               |
| 24   | Visa Inc. (A)                   | Платіжні системи                        |                          | 0,84               |
| 25   | Bank of America                 | Банк                                    |                          | 0,84               |
| 26   | PepsiCo                         | Харчування                              |                          | 0,83               |
| 27   | Philip Morris International     | Тютюнова промисловість                  |                          | 0,81               |
| 28   | IBM                             | Інформаційні технології                 |                          | 0,74               |
| 29   | The Walt Disney Company         | ЗМІ                                     |                          | 0,74               |
| 30   | Citigroup                       | Банк                                    |                          | 0,72               |
| 31   | UnitedHealth                    | Страхування                             |                          | 0,70               |
| 32   | Amgen                           | Біотехнології                           |                          | 0,67               |
| 33   | Altria Group                    | Тютюн                                   |                          | 0,66               |
| 34   | Medtronic                       | Медичні технології                      |                          | 0,64               |
| 35   | Oracle                          | Інформаційні технології                 |                          | 0,63               |
| 36   | Walmart                         | Роздрібна торгівля                      |                          | 0,58               |
| 37   | Schlumberger                    | Нафта і газ                             |                          | 0,58               |
| 38   | 3M                              | Хімія                                   |                          | 0,57               |
| 39   | Gilead Sciences                 | Фармацевтика                            | Файл:Gilead-logo.svg     | 0,56               |
| 40   | AbbVie                          | Біотехнології                           | zentriert                | 0,54               |
| 41   | Qualcomm                        | Напівпровідники                         | zentriert                | 0,53               |
| 42   | McDonald’s                      | Кейтеринг                               | zentriert                | 0,53               |
| 43   | Mastercard (A)                  | Платіжні системи                        | Mastercard 2019 logo.svg | 0,52               |
| 44   | CVS Health                      | Фармацевтика                            | zentriert                | 0,52               |
| 45   | Allergan plc (vormals Actavis)  | Фармацевтика                            | zentriert                | 0,49               |
| 46   | Bristol-Myers Squibb            | Фармацевтика                            | zentriert                | 0,48               |
| 47   | Honeywell International         | Багатопрофільний концерн                | zentriert                | 0,47               |
| 48   | Union Pacific                   | Транспорт                               | zentriert                | 0,43               |
| 49   | Celgene                         | Фармацевтика                            | zentriert                | 0,43               |
| 50   | United Technologies Corporation | Багатопрофільний концерн                | zentriert                | 0,42               |
| 51   | Starbucks                       | Кейтеринг                               | zentriert                | 0,42               |
| 52   | Eli Lilly and Company           | Фармацевтика                            | zentriert                | 0,42               |
| 53   | Boeing                          | Авіабудування                           | zentriert                | 0,41               |
| 54   | Accenture                       | Консалтинг для підприємств              | zentriert                | 0,41               |
| 55   | United Parcel Service (B)       | Логістика                               | zentriert                | 0,40               |
| 56   | The Priceline Group             | Туризм                                  | zentriert                | 0,39               |
| 57   | Texas Instruments               | Напівпровідники                         | zentriert                | 0,38               |
| 58   | Nike (B)                        | Спортивне спорядження                   | zentriert                | 0,37               |
| 59   | U.S. Bancorp                    | Банк                                    | zentriert                | 0,37               |
| 60   | Broadcom Ltd.                   | Напівпровідники                         | zentriert                | 0,37               |
| 61   | Walgreens Boots Alliance        | Фармацевтика                            | zentriert                | 0,37               |
| 62   | Biogen                          | Біотехнології                           |                          | 0,36               |
| 63   | Mondelēz International (A)      | Продукти харчування                     | zentriert                | 0,36               |
| 64   | Colgate-Palmolive               | Споживчі товари                         | zentriert                | 0,35               |
| 65   | Costco Wholesale                | Оптова торгівля                         | zentriert                | 0,35               |
| 66   | Simon Property                  | Нерухомість                             | zentriert                | 0,34               |
| 67   | Lowe’s                          | Роздрібна торгівля                      | zentriert                | 0,34               |
| 68   | Time Warner                     | ЗМІ                                     | zentriert                | 0,33               |
| 69   | Thermo Fisher Scientific        | Постачальник лабораторного обладнання   | zentriert                | 0,33               |
| 70   | Lockheed Martin                 | Авіабудування                           | zentriert                | 0,33               |
| 71   | Abbott Laboratories             | Фармацевтика                            | zentriert                | 0,33               |
| 72   | Goldman Sachs                   | Банк                                    | zentriert                | 0,32               |
| 73   | American International Group    | Страхування                             | zentriert                | 0,32               |
| 74   | Charter Communications (A)      | ЗМІ                                     | zentriert                | 0,32               |
| 75   | Dow Chemical                    | Хімічна промисловість                   | zentriert                | 0,31               |
| 76   | DuPont                          | Хімічна промисловість                   | zentriert                | 0,31               |
| 77   | Chubb Limited                   | Страхування                             | zentriert                | 0,31               |
| 78   | NextEra Energy                  | Постачальник                            | zentriert                | 0,31               |
| 79   | Duke Energy                     | Постачальник                            | zentriert                | 0,30               |
| 80   | Occidental Petroleum            | Нафта і газ                             | zentriert                | 0,30               |
| 81   | ConocoPhillips                  | Нафта і газ                             | zentriert                | 0,29               |
| 82   | Adobe Systems                   | Програмне забезпечення                  | zentriert                | 0,29               |
| 83   | Kraft Heinz                     | Харчування                              | zentriert                | 0,28               |
| 84   | EOG Resources                   | Нафта і газ                             | zentriert                | 0,28               |
| 85   | Southern Company                | Постачальник                            | zentriert                | 0,28               |
| 86   | Caterpillar                     | Будівельна техніка                      | zentriert                | 0,27               |
| 87   | American Express                | Фінансові послуги                       | zentriert                | 0,27               |
| 87   | TJX Companies                   | Роздрібна торгівля                      | zentriert                | 0,26               |
| 88   | American Tower                  | Телекомунікації                         | zentriert                | 0,26               |
| 89   | MetLife                         | Страхування                             | zentriert                | 0,26               |
| 90   | Morgan Stanley                  | Фінансові послуги                       | zentriert                | 0,25               |
| 91   | Ford                            | Автоіндустрія                           | zentriert                | 0,25               |
| 92   | Danaher Corporation             | Багатопрофільний концерн                | zentriert                | 0,25               |
| 93   | Dominion Resources              | Постачальник                            | zentriert                | 0,25               |
| 94   | Salesforce.com                  | Хмарні технології                       | zentriert                | 0,24               |
| 95   | Kimberly-Clark                  | Споживчі товари                         | zentriert                | 0,24               |
| 96   | PayPal                          | Фінансові послуги                       | zentriert                | 0,24               |
| 97   | General Dynamics                | ВПК                                     | zentriert                | 0,24               |
| 98   | Bayer                           | Агрохімія                               | zentriert                | 0,24               |
| 99   | то                              | Фінансові послуги                       | zentriert                | 0,24               |
| 100  | Express Scripts                 | Фармацевтика                            | zentriert                | 0,24               |
| 101  | Kinder Morgan                   | Нафта і газ                             | zentriert                | 0,24               |
| 102  | General Motors                  | Автомобільна промисловість              | zentriert                | 0,24               |
| 103  | BlackRock                       | Фінансові послуги                       | zentriert                | 0,23               |
| 104  | FedEx                           | Логістика                               | zentriert                | 0,23               |
| 105  | Johnson Controls                | Багатопрофільний концерн                | zentriert                | 0,23               |
| 106  | Bank of New York Mellon         | Банк                                    | zentriert                | 0,23               |
| 107  | Netflix                         | ЗМІ                                     | zentriert                | 0,22               |
| 108  | Raytheon                        | ВПК                                     | zentriert                | 0,22               |
| 109  | Aetna                           | Страхування                             | zentriert                | 0,22               |
| 110  | Target Corporation              | Роздрібна торгівля                      | zentriert                | 0,21               |
| 111  | Automatic Data Processing       | Ділові послуги                          | zentriert                | 0,21               |
| 112  | Reynolds American               | Тютюнова промисловість                  |                          | 0,21               |
| 113  | Illinois Tool Works             | Багатопрофільний концерн                | zentriert                | 0,21               |
| 114  | Northrop Grumman                | ВПК                                     | zentriert                | 0,21               |
| 115  | Hewlett Packard Enterprise      | Інформаційні технології                 | zentriert                | 0,20               |
| 116  | Halliburton                     | Нафта                                   | zentriert                | 0,20               |
| 117  | General Mills                   | Продукти харчування                     | zentriert                | 0,20               |
| 118  | Becton Dickinson                | Медична техніка                         | zentriert                | 0,20               |
| 119  | Yahoo!                          | Інтернет-послуги                        | zentriert                | 0,20               |
| 120  | McKesson                        | Фармацевтика                            | zentriert                | 0,20               |
| 121  | Charles Schwab Corporation      | Фінансові послуги                       | zentriert                | 0,20               |
| 122  | Nvidia                          | Мікроелектроніка                        |                          | 0,20               |
| 123  | Stryker Corporation             | Медична техніка                         | zentriert                | 0,19               |
| 124  | Capital One                     | Банк                                    | zentriert                | 0,19               |
| 125  | Phillips 66                     | Нафта і газ                             | zentriert                | 0,19               |